# Charles Gérard (1814-1877)
Pour les articles homonymes, voir Gérard.
Charles Alexandre Claude Gérard est un avocat, un historien, un historien d'art et un homme politique, né à Longwy le 24 janvier 1814, et mort à Nancy le 22 juillet 1877.

## Biographie
Son père d'origine lorraine et sa mère originaire du Palatinat sont venus se fixer à Sainte-Marie-aux-Mines vers 1816.
Sa formation initiale n'est pas connue. Il n'y avait pas de collège à Sainte-Marie-aux-Mines. Il a travaillé dans le commerce, voyagé et a commencé par de petits travaux historiques qui ont été remarqués par Augustin Thierry. La mort de son frère aîné qui était secrétaire de la mairie de Sainte-Marie-aux-Mines l'y a ramené en 1840 pour reprendre la place de ce frère. Un différend juridique de la commune l'amène à rédiger un mémoire qui est remarqué par l'avocat colmarien Ignace Chauffour qui lui conseille de faire des études de droit à Strasbourg. Il quitte Sainte-Marie-aux-Mines pour s'établir à Colmar où il se marie le 29 juillet 1840. Pour faire des études juridiques, il doit d'abord passer son baccalauréat. Dans le même temps il fait des études historiques sur la guerre de Trente Ans en Alsace. Admis à la faculté de droit de Strasbourg, il soutient sa thèse pour la licence de droit le 22 août 1845. Il est reçu avocat au barreau de Colmar en 1845. Il commençait à s'y faire remarquer quand a éclaté la révolution de 1848. Libéral, il a applaudi à la chute de la monarchie de Juillet. Il est membre fondateur de la Société républicaine de Colmar, en mars 1848. Il a été nommé par le gouvernement provisoire sous-commissaire à Altkirch puis sous-préfet à Saverne le 9 août 1848 avant d'être révoqué après l'élection de Louis-Napoléon Bonaparte comme président de la République, le 10 décembre.
Ayant été apprécié par les électeurs, il est élu député du Bas-Rhin à l'Assemblée législative du 10 juin 1850 au 2 décembre 1851. Le coup d'État du 2 décembre 1851 met fin à sa carrière politique. Ses activités administratives et politiques ne l'ont pas empêché de continuer à hanter les bibliothèques et les archives. Il retrouve son cabinet d'avocat et le barreau de Colmar en 1853. Il continue à faire ses recherches historiques. Il est bâtonnier de l'ordre des avocats de Colmar en 1860-1861 et 1863-1864, membre du Conseil de l'ordre des avocats de Colmar en 1862 et de 1867 à 1870.
Il a réuni une importante bibliothèque consacrée uniquement à l'histoire de l'Alsace qu'il a vendue à Berlin après en avoir épuisé toute la littérature historique et s'en être lassé. En 1867, elle appartenait à Guillaume Ier qui la cède à la Staatsbibliothek zu Berlin Preussischer Kulturbesitz où se trouve le catalogue manuscrit de la bibliothèque de Charles Gérard. Il a ensuite constitué une nouvelle collection qui a compris 4 100 volumes qui a été achetée par la ville de Mulhouse,.
À la fin de la guerre franco-allemande de 1870 et l'annexion de l'Alsace dans l'Empire allemand, il quitte Colmar pour établir son cabinet d'avocat à Nancy.
Il est reçu membre de l'Académie de Stanislas de Nancy en 1877.

## Publications
- « Coup-d'œil sur l'industrie et le commerce de l'Alsace au XVIe siècle », Revue d'Alsace, t. 1,‎ 1850, p. 55-73 (lire en ligne)
- Les aventures d'un chevalier : roman historique en trois parties, Paris, 1851, 263 p. (lire en ligne).
- avec Joseph Liblin, Les annales et la chronique des Dominicains de Colmar. édition complète d'après le manuscrit de la Bibliothèque royale de Stuttgart, avec traduction en regard, notes et éclaircissements, etc., Colmar, Imprimerie et lithographie de Mme Veuve Decker, 1854, XVIII-367 p. (lire en ligne)
- « Nécrologie : Henri Hartmann », Revue d'Alsace, t. 8,‎ 1857, p. 37-43 (lire en ligne)
- « Un mot sur le manuscrit de Colmar acheté par la bibliothèque de Munich », Revue d'Alsace, t. 9,‎ 1858, p. 553-561 (lire en ligne)
- La bataille d'Entsheim (4 octobre 1674), Colmar, Librairie Eug. Barth, 1869, 37 p. (lire en ligne)
- La bataille de Turckheim (5 janvier 1675), Colmar, Eugène Barth libraire, 1870, 131 p. (lire en ligne)
- Essai d'une faune historique des mammifères sauvages de l'Alsace, Colmar, Eugène Barth libraire-éditeur, 1871, XII-422 p. (lire en ligne)
- Les Artistes de l'Alsace pendant le Moyen Âge, t. 1, Colmar/Paris, E. Barth/A. Aubry, 1872, XX-453 p. (lire en ligne) t. 2, 1873, 491 p. (lire en ligne)
- L'Ancienne Alsace à table. Etude historique et archéologique sur l'alimentation, les mœurs et les usages épulaires de l'ancienne province d'Alsace, Paris, Berger-Levrault et Cie éditeurs, 1877, 2e éd., 362 p. (lire en ligne). Remarque : cet ouvrage a été publié en chapitres dans la Revue d'Alsace en 1853 à 1862.